# نادیتو
نادیتو (الگو:Lang-akk-x-oldbabyl؛ رومی: Nadītu که گاهی با حذف مصوت بلند به صورت naditu نوشته می‌شد) طبقه‌ای اجتماعی در بین‌النهرین باستان بودند که فقط در دوره بابلی باستان گواهی شده است. آنها با خدایان حامی شهرهای خاص مرتبط بودند، و اغلب توسط نویسندگان مدرن به عنوان کاهنه در نظر گرفته می‌شوند، اگرچه این نتیجه‌گیری عموماً پذیرفته نشده است، و گاهی استدلال می‌شود که آنها را باید طبقه‌ای کاملاً مجزا در نظر گرفت. بهترین اجتماع گواهی‌شده نادیتو در سیپار ساکن بودند، جایی که با خدای شمش مرتبط بودند. آنها مجاز به ازدواج یا داشتن فرزندان بیولوژیک نبودند، اگرچه فرزندخواندگی مجاز بود. زنان به انتخاب خود نادیتو نمی‌شدند، و  فرض بر این است که این نهاد برای محدود کردن عاملیت آنها بوده است. با این حال، در برخی موارد، آنها از این وضعیت بهره‌مند شدند زیرا به آنها اجازه داده شد تا امور تجاری خود را مدیریت کنند، که منجر به توانمندسازی اقتصادی شد. گروه‌های نادیتو در شهرهای دیگر نیز گواهی شده‌اند، اما الزاماً مشمول مقررات مشابه در سیپار نبودند، برای مثال، کسانی که در خدمت مردوک بودند، که از بابل و سایر مکان‌ها شناخته می‌شوند، اجازه ازدواج داشتند.

## در سیپار
بهترین اجتماع مستندشدهٔ نادیتو در سیپار زندگی می‌کرد. اولین بار، در حدود سال ۱۸۸۰ پیش از دوران مشترک، در زمان سلطنت سومو-لا-ال نامشان ذکر شده است. آنها در یک اصطلاحا گاگو، رواق سکونت داشتند که یک چهارم شهر بود و در نزدیکی معبد شمش قرار داشت. آنها از نزدیک با این خدا و آیا، الهه‌ای که همسر او شناخته می‌شود، در ارتباط بودند. ارادت آنها به این خدایان در وردهای تبریک در نامه‌ها به خوبی گواهی شده است. همچنین این احتمال وجود دارد که برخی از مهرها با تصویری از شمش و آیا که در حفاری‌های سیپار کشف شده‌اند، در اصل متعلق به نادیتو بوده‌اند.